# Frederic Pujulà i Vallès
 (janvier 2021).
Si vous disposez d'ouvrages ou d'articles de référence ou si vous connaissez des sites web de qualité traitant du thème abordé ici, merci de compléter l'article en donnant les références utiles à sa vérifiabilité et en les liant à la section « Notes et références ».
Frederic Pujulà i Vallès, né le 12 novembre 1877 à Palamós et mort le 14 février 1962  à Bargemon, est un journaliste, auteur dramatique et espérantiste passionné.

## Biographie
Militant catalaniste et pionnier de l'espéranto en Catalogne, il a défendu ces deux causes dans les congrès mondiaux d’espéranto à Genève en 1906 et à Barcelone en 1909 (dont il a présidé l'organisation) et à la Sorbonne où il a donné conférences et cours. Il intervenait en prononçant des discours, en publiant de nombreux articles dans divers organes de presse catalans et espérantistes et en écrivant, jouant et mettant en scène des monologues et des pièces de théâtre. Il a voyagé à travers l'Europe et a longtemps séjourné à Paris. Il a participé à Joventut (1900-1906), la meilleure revue « moderniste » de Catalogne. Il a été un combattant volontaire de la Première Guerre mondiale (1914-1918), dans l'armée française. Il a d'ailleurs opté pour la nationalité française pour échapper aux persécutions de l'état espagnol qui le poursuivait à cause de son engagement catalaniste. En 1939 il fera l'objet d'une condamnation à mort commuée en emprisonnement à perpétuité, dont il n'effectuera que deux ans avant d'être libéré pour raison de santé. Retiré de la vie publique, il meurt en exil à Bargemon dans le Var.
Il a écrit Homes Artificials qui est la première nouvelle de science-fiction écrite en catalan. Il a été édité en 1912, par Biblioteca Joventut, à Barcelone. Le docteur Pericart veut créer une nouvelle société désocialisée et parfaite. Transformé en demi-dieu, il crée un groupe d'androïdes individualisés, qui vont être les germes d'une nouvelle société.

## Œuvres

### En catalan
- Théâtre
  - El geni (1904)
  - El boig (1907, seconde partie de El geni)
  - Dintre la gàbia (1906, avec Emili Tintoré)
  - La veu del poble i El poble de la veu (1910, avec Lluís Via)
- Nouvelles
  - Titelles febles (1902)
  - Creuant la plana morta (1903)
  - El metge nou (1903)
  - Homes artificials' ' (1912), considéré comme la première œuvre de science-fiction en catalan, réédité en 1986, Edicions Pleniluni,  (ISBN 84-85752-22-8).

- Estudi Francesc Pi i Margall (1902), recueils d'articles publiés dans Joventut.
- Traductions en catalan : 
  - Més enllà de las forsas, du Norvégien Bjørnstjerne Bjørnson (1904)
  - Kaatje, pièce de théâtre en vers du Belge Paul Spaak (1914)
  - Plusieurs nouvelles de Georges Simenon

### En espéranto
- Naivulo
- Karabandolo la plugisto
- Fiŝkaptisto kaj rigardanto
- La grafo erarinta (1908)

- Monologues
  - La Rompantoj (1907)
  - Senhejmulo
  - La Pipamanto
- Théâtre
  - Aŭtunaj ventoj (1909)
  - Novelo (1908)